# (11619) 1996 GG17
(11619) 1996 GG17 là một tiểu hành tinh vành đai chính. Nó được phát hiện bởi Seiji Ueda và Hiroshi Kaneda ở Kushiro, Hokkaidō, Nhật Bản, ngày 13 tháng 4 năm 1996.